# 盧金山
盧 金山（ろ きんざん）は清末民初の軍人。北洋系の軍人で、後に北京政府、直隷派に属した。字は貢庭。

## 事跡
最初は、新建陸軍徳文学堂に入学する。1902年（光緒28年）、日本に留学して、成城学校に入学した。1903年（光緒29年）、陸軍士官学校第3期歩兵科で学ぶ。
1904年（光緒30年）に卒業し、帰国して第2鎮歩隊第6標教練官に就任した。1906年（光緒32年）、駐京総司令部正参謀官に異動する。同年10月には陸軍少将銜となった。
1913年（民国2年）3月、拱衛軍参謀長に就任する。7月には陸軍第1軍参謀長に異動し、陸軍中将銜を授与された。1914年（民国3年）2月、湖北都督府参議に異動する。6月、湖北陸軍歩兵第5団団長となった。1915年（民国4年）、湖北陸軍第3旅旅長に昇進した。
袁世凱死後は直隷派に属し、1921年（民国10年）8月、第18師師長に昇進した。民国12年（1923年）3月、代理湖北荊州鎮守使に就任する（12月に正式に就任）。10月には、援川軍第4路副司令となった。民国13年（1924年）9月、陸軍上将銜を授かる。1925年（民国14年）1月、長江上遊警備副司令となった。同年5月には、長江上遊警備司令に昇進し、さらに10月には討賊聯軍鄂軍第2路総司令を兼任した。
1926年（民国15年）2月、北京政府中央から湖北督弁に任命されたが、すでに呉佩孚から湖北督弁に任命されていた陳嘉謨に拒否される。同年末、盧金山は、彭漢章率いる国民革命軍第9軍と王天培率いる同第10軍の攻撃を受けて敗北した。1927年（民国16年）、呉が下野すると、盧もやはり下野した。
以後、盧金山は天津に隠居した。日本軍が天津を占領後、盧は親日政府参加を打診されたが、これを拒否している。
1941年（民国30年）6月29日、天津で病没。享年64。